# Grue
Grue（グルー、有限会社グルー）は、日本の芸能事務所。
1967年に有限会社エム・スリーを設立し、2013年に社名を現在の「有限会社グルー」に変更。

## 所属タレント

### 男性
- 天野勝弘
- 池田武志
- 一岡裕人
- 江良潤
- 大出俊
- 片山景介
- 菊地真之
- 小杉幸彦
- 酒井良太
- 佐藤文吾
- 鈴木壮麻
- 祖父江進
- 田口主将
- 中尾尚人
- 中垣浩二
- 長澤大
- 中嶋ベン
- 長棟嘉道
- 野口俊丞
- ひら凌一
- 光枝明彦
- 峯村淳二
- 村澤寿彦
- 梁瀬龍洋
- 山田洋
- 湯浅浩史

### 女性
- 今橋かつよ
- 茅島成美
- 児玉ちえ
- 此島愛子
- 酒井麻吏
- 五月晴子
- 関えつ子
- 田尾きよみ
- 築山万有美
- 中村由起子
- 野間洋子
- 萩原利映
- 藤代三千代
- 山本郁子
- 吉田彩乃

## かつて所属していたタレント

### 男性
- 赤崎ひかる
- 安藤圭一
- 池永宗士郎
- 石黒正男（在籍中に死去）
- 及川ヒロオ（在籍中に死去）
- 大久保正信（在籍中に死去）
- 小倉馨
- 小倉崇昭
- 加賀谷純一（希楽星に移籍後死去）
- 片桐伸直（CESエンタテインメント所属）
- 加藤治（希楽星に移籍後死去）
- 亀山助清（希楽星に移籍後死去）
- 加山到
- 川淳平
- 北村耕太郎（東京芸術座所属）
- 窪田吾朗
- 久保田芳之（ALBA所属）
- 桑名湧
- 小出侑門
- 斉川一夫
- 佐藤二郎
- 佐藤幹
- 下塚誠（在籍中に死去）
- 武田光太郎
- 田村元治
- 塚本一郎
- 長友イサム
- 仲野文梧
- 中村修
- 西村淳二（在籍中に死去）
- 西脇礼門（優企画所属）
- 沼崎悠（希楽星所属）
- 長谷有洋（シグマクラブに移籍後死去）
- 前沢迪雄（在籍中に死去）
- 前原弘道
- 前田昌明（希楽星に移籍後死去）
- 松尾銀三（銀プロダクション設立後に死去）
- 松戸謙太郎
- 松村彦次郎（希楽星に移籍後死去）
- 三浦佑介（あサルとピストル所属）
- 柳澤愼一
- 柳田豊

### 女性
- 相沢ケイ子（東京芸術座所属）
- 秋山裕美
- 浅田和子
- 芦沢孝子（希楽星所属）
- 有崎由見子
- 安藤美和子
- 石田純子
- 磯村千花子（在籍中に死去）
- 井上裕季子
- 今橋美紀
- 上原由恵（希楽星に移籍後死去）
- 梅津直美
- 大橋明代
- 岡林桂子
- 恩田恵美子（希楽星所属）
- 柄澤美恵
- 上村依子（希楽星に移籍後死去）
- 唐木ちえみ（希楽星所属）
- 菊地かおり
- 北川智繪（希楽星所属）
- 北川東子
- 喜多道枝（希楽星に移籍後死去）
- 木村翠（希楽星所属）
- 小林由利
- 酒井麻吏（アイトゥーオフィス所属）
- 嵯峨田啓子
- 澤井伽名子
- 島田果枝
- 島津冴子
- 白坂道子
- 神保なおみ
- 関塚まいこ（株式会社まんてんぼし所属）
- 高柳葉子（希楽星所属）
- 橘妃呂子
- 常石梨乃
- 夏映子
- 夏川さつき（吉本興業所属）
- 根本貴美子（イアラモデルエージェンシー所属）
- 春江ふかみ
- 坂東七笑（劇団だるま座所属）
- 柊紅子
- 人村朱美
- 望月千恵子